# Cultura calima

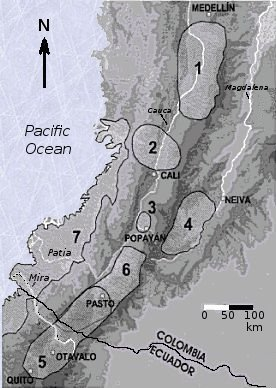
Culturas pré-colombianas do sudoeste colombiano. A cultura calima é a número 2.

A cultura calima é uma cultura arqueológica da época pré-colombiana que se difundiu no ocidente da Colômbia, no departamento do Vale do Cauca, nos vales dos rios San Juan, rio Dagua e rio Calima. O uso desta nomenclatura está em discussão, já que a nova orientação da investigação arqueológica na Colômbia tem enfatizado a análise desde um ponto de vista de um processo regional que se desenvolveu no vale do rio Calima, o que se propõem que tenha ocorrido em três fases.
Como resultado das escavações arqueológicas nesta região se observaram terraços, que foram construídos para suas moradias, pinturas rupestres, tumbas, cerâmicas e jóias. O nome Calima refere-se à zona geográfica onde se acharam os vestígios arqueológicos e não aos aborígenes que habitaram a região.

## História
A cultura Calima refere-se às populações que habitaram a região do Vale do Cauca desde o ano 1600 a.C. até o século VI. Abarca diferentes grupos de pessoas que viviam nessa região durante diferentes períodos de tempo, mas devido às similitudes nos restos arqueológicos e o facto de estas pessoas habitarem as mesmas zonas, têm sido classificados como uma única cultura. Como vários grupos formam o que é a cultura Calima, esta não é uniforme e contínua ao longo de sua história.
Por isso, os especialistas têm dividido a história de Calima em três diferentes períodos culturais que reflitam com maior exactidão as pessoas que a compunham durante um tempo determinado. Estes períodos são conhecidos como Lume, Yotoco e Sonso. Os termos yotoco e sonso são termos indígenas que sobreviveram à época colonial. Ilama, era o nome de um povo do território sonso que em 1552 se encontrava sob o comando de um cacique de nome “Bonba”, rei da terra.
- Fase Ilama: 1600-200/100 a. C.
- Fase Yotoco: 100 a. C.-200 d.C.

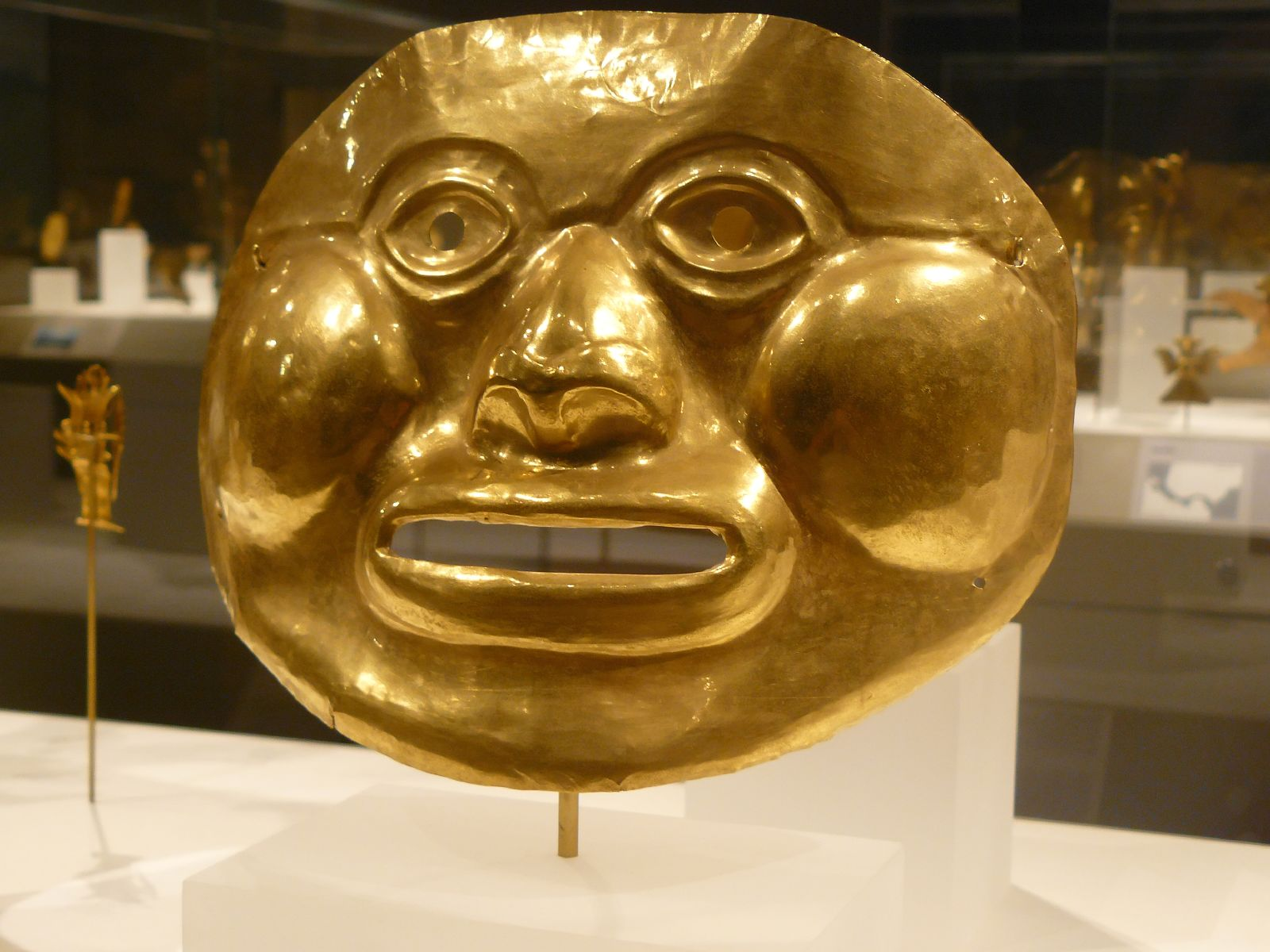
Máscara funeraria Calima. (Fase Ilama)

- Fase Sonso: 200 d. C. até a conquista espanhola.

## Sociedade e Artes
Esta cultura praticava os sacrifícios, que incluía uma esposa primária e esposas secundárias. As mulheres desempenham um papel importantíssimo nesta sociedade já que cuidavam das actividades agrícolas.